# Accident de montgolfière de Santa Catarina
Le 21 juin 2025, une montgolfière a un accident à Praia Grande (Santa Catarina), au Brésil, lors d'un vol touristique.
Alors qu'elle était en altitude, un incendie se déclenche à cause d'un chalumeau causant sa chute. La nacelle s’est détachée et est tombée en flammes alors que le pilote tente d'abaisser son altitude pour permettre aux passagers de sauter.
Huit des vingt-une personnes à bord sont mortes. Quatre à bord de la nacelle et quatre après leurs chutes. Les autres sont blessés.